# Jeff Mensah
Jeff Andy Mensah (født 10. august 1992 i Viborg) er en dansk-ghanesisk tidligere fodboldspiller, der først og sidst i sin fodboldkarriere spillede i Viborg FF. Han er lillebror til fodboldspilleren Kevin Mensah.

## Karriere

### Viborg FF
Han skrev sin første kontrakt med Viborg Fodsports Forening som 15 årig i sommeren 2008. På daværende tidspunkt var han fast spiller på FK Viborgs U/16-hold, og havde også interesse fra andre klubber.
Den 16. juni 2010 fik Mensah sin debut i Viborg FF's startopstilling mod Brabrand IF. En debut han fejrede med at score sit første mål for klubbens førstehold. I slutningen af sæsonen 2010-11 og det meste af 2011-12 spillede han hovedparten af kampene fra start. I slutningen af foråret 2016, meddelte Viborg FF at Mensah ikke vil få forlænget sin kontrakt.

### Skive IK
Den 2. februar 2015 blev han udlejet til 1. divisions konkurrenterne fra Skive IK for resten af sæsonen.

### IL Hødd
Efter bruddet med Viborg FF skiftede Mensah den 27. august 2016 til IL Hødd i Norge. Han forlod dog klubben, da de rykkede ned i efteråret 2016.

### Thisted FC
Den 19. januar 2017 offentliggjorde Thisted FC, at de havde hentet Mensah til klubben. Det var en aftale, der blev mulig ved hjælp af donationer fra fans og sponsorer.

### Viborg FF
Den 7. januar 2018 blev det offentliggjort, at Mensah vender hjem til Viborg FF på en fri transfer, gældende fra sommeren 2018.
I 2022 indstillede Mensah øjeblikkeligt fodboldkarrieren til fordel for en karriere uden for fodboldbanen. Grundet hans relativt unge alder var indstillingen af karrieren en smule uventet, da hans kontrakt med Viborg ikke var udløbet .

## International karriere
Jeff Mensah fik den 12. august 2010 officiel debut for at landshold under Dansk Boldspil-Union, da han spillede de første 69 minutter af U/19-landskampen mod Norge på Slagelse Stadion. I juli 2011 spillede Mensah tre kampe og scorede ét mål for U/20 landsholdet ved NI Milk Cup i Nordirland. 
I februar 2012 blev Mensah igen udtaget til U/20-holdet, men blandt andet skader gjorde at han senere blev rykket op på U/21-landsholdet der skulle spille en testkamp på udebane mod Tyrkiet den 29. februar. Mensah kom på banen efter 86 minutter, da han afløste Emil Larsen.